# محطة سكة حديد دابتون
محطة سكة حديد دوبتون Dubton railway station كانت محطة سكة حديد في اسكتلندا تخدم قرية هيلسايد وقرية دوبتون القريبة، والتي سميت باسمها. كانت المحطة مفتوحة من عام 1848 إلى عام 1967 على خط سكة حديد أبردين الرئيسي من جسر دان إلى أبردين.

## تاريخ
افتتحت المحطة في 1 فبراير 1848 على خط سكة حديد أبردين . تم إغلاقه أمام الركاب في 4 أغسطس 1952  وبشكل كامل في 4 سبتمبر 1967. 